# Гордеев, Николай Лаврентьевич
Гордеев, Николай Лаврентьевич (1915—1982) — диктор Всесоюзного Радио, голос передачи «Утренняя гимнастика» с 1935 года. Заслуженный работник культуры РСФСР (1973).
Вместе с методистами разрабатывал комплексы упражнений утренней гимнастики, которые впоследствии озвучивал по радио под аккомпанемент. Широко известны уроки утренней гимнастики в паре с аккомпаниатором Валентином Васильевичем Родиным (1910—1980), более запомнившимся под псевдонимом «пианист Родионов», который был по образованию профессиональным пианистом (закончил Московскую консерваторию по классу фортепиано). Во многих российских фильмах и сериалах для придания большей фактологической достоверности в кадре в качестве звукового фона звучит утренняя радиогимнастика с голосом Николая Лаврентьевича Гордеева в музыкальном сопровождении «пианиста Родионова».

## Биография
Родился в г. Москве в семье рабочих — Гордеева Лаврентия Абросимовича и Гордеевой Александры Семеновны. Отец работал сцепщиком вагонов на Северной железной дороге, мать — уборщицей.
Обучался в школе-семилетке г. Москвы, потом перешел в Московскую школу ФЗУ при заводе «Технолог». Проучившись в ФЗУ 1 год, приобрел специальность слесаря-лекальщика. На том же заводе работал по специальности до 1934 года.
В 1934 году по конкурсу был принят в ТРАМ (Театр рабочей молодежи) при Всесоюзном радиокомитете.
Уже будучи стажером-практикантом передач гимнастики по радио, поступил на вечернее отделение Московского театрально-музыкального училища им. А.К. Глазунова, которое закончил в 1938 году и получил аттестат драматического актёра.
В ноябре 1939 года был призван в ряды РККА, в пограничные войска НКВД. Служил в РККА с 1939 по 1945 рядовым солдатом, участвовал в обороне Москвы, с 1943 года был певцом ансамбля НКВД, обслуживающим бойцов различных фронтов. Как участник  Великой Отечественной войны награждён медалью «За оборону Москвы».
С 1949 по 1974 год был руководителем передач уроков гимнастики по радио.
Учился на вечернем отделении Государственного центрального ордена Ленина института физической культуры (ГЦОЛИФК). В 1958 году закончил институт и получил специальность преподавателя физического воспитания.
С 1966 года и до своей кончины проживал в Москве по адресу:  Ленинградское шоссе, дом 112, корпус 3, кв. 622 (жилищный кооператив "Высшая школа").
Ушёл из жизни 15 мая 1982 года — стало плохо на даче в Краснозаводске. Похоронен на Долгопрудненском кладбище (Южная территория, уч. Н.51).

## Утренняя гимнастика
Вот как сам Гордеев вспоминал, как попал на передачу «Утренняя гимнастика» :
И отсчет вести не с 1935 года, когда я впервые подошел к микрофону, а с 1934-го. В то время я, студент театрального училища при Всесоюзном радио, прочитал на доске объявление, из которого следовало, что физкультурное вещание нуждается в «позерах» для передачи «Утренняя гимнастика». Я читал объявление, когда в моем кошельке было пусто, когда я накануне ломал голову, где достать денег. Бросился по адресу. Приняли. Знал ли я тогда, оформляя временное заявление на работу, что пишу его на всю жизнь
В декабре 1935 года он провел свой первый урок и стал преподавателем гимнастики. Аккомпанировал на этих занятиях пианист Валентин Родин, а позже у Гордеева появились помощницы — Галина Федоровна Дьякова и Клара Васильевна Камышева.
Вот как Гордеев вспоминал свой первый урок:
Вскоре мои коллеги по «зарядке» предложили мне перейти из «позеров» на дикторскую работу.
— Только имейте ввиду -, предупредили меня — Вы разговариваете со всем Советским Союзом. Ваша дикция и речь должны быть безукоризненны. Все до единой буквы надо выговаривать четко.
Я учел все. И потом, после первой передачи, взмокший от волнения, спросил у товарищей: «Ну как?». «Ничего, — ответили мне. — Только очень уж ты орал!..»
Уроки гимнастики шли до июля 1941 года, после был перерыв на войну. Возобновились они 12 августа 1946 года.
В 1941 году, когда началась Великая Отечественная война, гимнастику по радио прекратили. В 1946 году Радиокомитет решил возобновить передачу гимнастики. За советом обратились ко мне, как к старому работнику передач по радио. Я сразу назвала Н.Гордеева, находившегося в то время в рядах Советской Армии. Л.Федяева, методист
Свою работу Гордеев описывал так:

Николай Лаврентьевич рассказал нам, как проводятся передачи гимнастики по радио.
Группа специалистов, сотрудников Центрального научно-исследовательского института физической культуры, разработала годовую программу радиогимнастики, состоящую из 26 комплексов. В каждом комплексе семь упражнений, и каждое из них, дополняя друг друга, гармонически развивает тело человека, его силу, гибкость, укрепляет мышцы спины и живота, рук и ног. Для чего же нужно такое разнообразие комплексов? Оно необходимо для того, чтобы эти упражнения не приедались, не становились автоматическими, так как если это произойдет, эффективность гимнастики резко снизится.
Каждые две недели в дело вступает следующий комплекс, и за несколько дней до этого в радиопрограммах публикуются рисунки новых упражнений. Люди, которые будут передавать по радио новую гимнастическую программу, собираются в одной из студий Радиокомитета — преподаватель, аккомпаниатор, методист и позер, чтобы продумать музыкальное сопровождение, взвесить каждое слово.
Во время передач радиогимнастики все движения перед преподавателем под его команду проделывает сотрудник бригады, которого называют несколько необычно и даже обидно — позером. Наблюдая за ним, преподаватель делает замечания и поправки, которые так порой удивляют радиогимнастов.

Очередной гимнастический комплекс, прежде чем он попадает в эфир, тщательно репетируется под руководством методиста Л. Федяевой с помощью аккомпаниаторов А. Иванова, В. Костина и Л. Иванова. Преподаватели, ведущие передачу — Н. Гордеев, М. Сомов, О. Дмитриева и позер В. Кокунова неоднократно повторяют весь ход урока. И только после этого в очередной понедельник вы услышите новый комплекс.

## Личность
В некрологе, опубликованном в 1982 году,, так описали Гордеева его товарищи:
Вести эти уроки Николай Лаврентьевич Гордеев начал чуть ли не на заре радио, в 1935 году. Представители старшего поколения хорошо помнят эти прямые эфирные передачи, которые с тех пор неизменно связаны с его именем. Совершенствуясь, они обретали все большую популярность. С годами сложился уже целый коллектив людей, увлеченных своим делом: преподаватели, аккомпаниаторы, специалисты спорта. Но руководил ими, вдохновлял своих коллег, учил новичков, всех заряжая своей энергией, верой в необходимость уроков гимнастики для миллионов людей, Николай Лаврентьевич Гордеев. Одним из первых он стал настойчивым, последовательным пропагандистом внедрения физической культуры в повседневный обиход каждого человека.
Гордеев получал много писем, необыкновенно добрых, где люди благодарили его за артистизм его уроков, за то тепло, что чувствовали они в голосе, в интонациях своего наставника, за то, что он помогал им укрепить здоровье.

Для всех, проработавших с ним долгие годы или знавших его совсем немного, он оставался доброжелательным, умным советчиком, человеком с открытой душой, щедро делившимся с коллегами своим богатейшим опытом. Прекрасно разбираясь в спорте, глубоко понимая тонкости радиорепортажа, он опекал молодых журналистов. Нет ни одного комментатора, ведущего сейчас спортивные репортажи по телевидению или радио, который не прислушался бы в своей работе к советам Николая Лаврентьевича.